# Pholcomma hickmani
Pholcomma hickmani là một loài nhện trong họ Theridiidae.
Loài này thuộc chi Pholcomma. Pholcomma hickmani được Raymond Robert Forster miêu tả năm 1964.